# Франческо Статуто
Франческо Статуто (італ. Francesco Statuto, нар. 13 липня 1971, Рим) — італійський футболіст, що грав на позиції півзахисника, зокрема за клуб «Рому», а також національну збірну Італії. По завершенні ігрової кар'єри — тренер.

## Клубна кар'єра
Народився 13 липня 1971 року в місті Рим. Вихованець футбольної школи клубу «Рома». Свій перший дорослий контракт із клубом укоав 1989 року, утім так й не дебютававши за головну команду вовків був відданий в оренду спочатку до «Казертана», а згодом до «Козенци».
1993 року перейшов до «Удінезе», де провів дуже успішний сезон, змусивши керівництво «Роми» на прохання головного тренера команди Карло Маццоне повернути свого вихованця. Протягом 1994–1997 років був в основній обіймі «вовків», регулярно складаючи пару у центрі півзахисту молодому Франческо Тотті. За ці року взяв участь у 74 іграх Серії A, пропустивши частину матчів через травми.
У сезоні 1997/98 знову грав в «Удінезе», звідки повернувся до «Роми», тренерський штаб якої, утім, на гравця вже не розраховував. Спробував відновити кар'єру в «П'яченці», куди був запрошений Зденеком Земаном і де зі змінним успіхом провів чотири сезони.
2003 року на правах вільного агента приєднався до «Торіно», в якому шансу проявити себе не отримав і невдовзі опинився у третьоліговій «Падові».
А завершував ігрову кар'єру у команді «Вітербезе» з четвертого італійського дивізіону, за яку виступав протягом 2005—2006 років.

## Виступи за збірну
1995 року провів три офіційні матчі у складі національної збірної Італії.

## Кар'єра тренера
Розпочав тренерську кар'єру невдовзі по завершенні кар'єри гравця, 2008 року, очоливши команду дублерів клубу «Гроссето».
Згодом у першій половині 2010-х двічі призначався головним тренером основної команди того ж клубу.
| Дата       | Місто             | Господарі | Результат | Гості     | Турнір             | Голи | Примітки |
| ---------- | ----------------- | --------- | --------- | --------- | ------------------ | ---- | -------- |
| 19-6-1995  | Лозанна           | Швейцарія | 0 – 1     | Італія    | товариський турнір | -    | 71'      |
| 21-6-1995  | Цюрих             | Італія    | 0 – 2     | Німеччина | товариський турнір | -    | 57'      |
| 15-11-1995 | Реджо-нель-Емілія | Італія    | 4 – 0     | Литва     | Відбір до ЧЄ 1996  | -    | 46'      |
| Усього     |                   | Матчів    | 3         |           | Голів              | 0    |          |